# Indigofera desertorum
Indigofera desertorum är en ärtväxtart som beskrevs av Antonio Rocha da Torre. Indigofera desertorum ingår i släktet indigosläktet, och familjen ärtväxter. Inga underarter finns listade i Catalogue of Life.